# Pipilo
Pipilo är ett fågelsläkte i familjen amerikanska sparvar inom ordningen tättingar. Släktet omfattar fem till sex arter som förekommer från södra Kanada till Mexiko:
- Grönstjärtad snårsparv (P. chlorurus)
- Halsbandssnårsparv (P. ocai)
- Fläckig snårsparv (P. maculatus)
  - "Socorro snårsparv" (P. [m.] socorroensis) – urskiljs som egen art av Birdlife International
- Brunsidig snårsparv (P. erythrophthalmus)
- Bermudasnårsparv (P. naufragus) – utdöd

Ytterligare en art, Pipilo angelensis, finns beskriven från fossil daterade till sen pleistocen.
Tidigare inkluderades även fyra arter som numera placeras i Melozone eller Kieneria.